# 伊勒莫莱讷
伊勒莫莱讷（法語：Île-Molène，法語發音：[il mɔlɛn]）是法国菲尼斯泰尔省的一个市镇，领土涵盖同名海岛，属于布雷斯特区。

## 地理
伊勒莫莱讷（48°23'51"N, 4°57'25"W）面积0.75 平方千米，位于法国布列塔尼大區菲尼斯泰尔省，该省份为法国最西部的省份，位于布列塔尼半岛西部，北西南三面环大西洋，东临阿摩尔滨海省和莫尔比昂省。
由于伊勒莫莱讷领土为海洋中的一岛屿（外加几座小岛），故不与任何市镇接壤。
伊勒莫莱讷的时区为UTC+01:00、UTC+02:00（夏令时）。

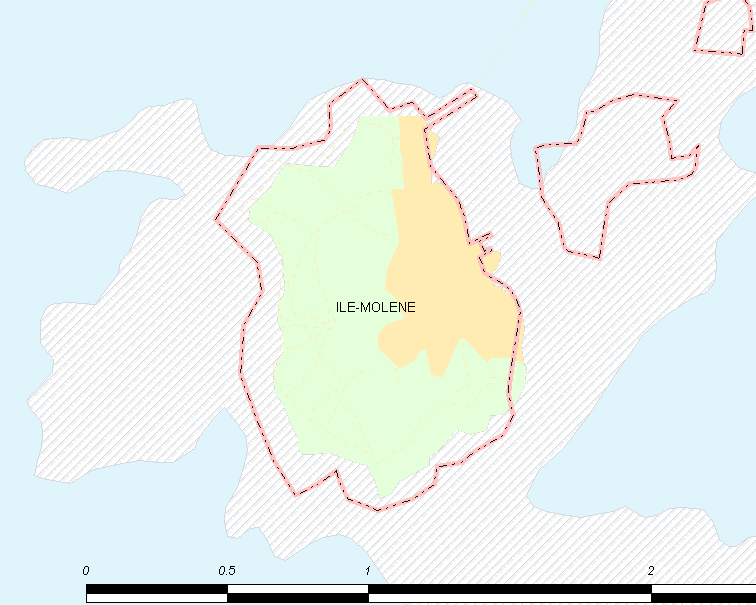
伊勒莫莱讷的OSM定位图

## 行政
伊勒莫莱讷的邮政编码为29259，INSEE市镇编码为29084。

## 政治
伊勒莫莱讷所属的省级选区为圣勒南县。

## 人口

1962-2008年间伊勒莫莱讷人口变化图示

伊勒莫莱讷于2022年1月1日时的人口数量为166人。